# Simbi (Mali)
Pour les articles homonymes, voir Simbi (homonymie).
Simbi (ou Simbis) est une commune rurale malienne, située dans le pays de la Kaarta, chef-lieu d'arrondissement dans le cercle de Nioro du Sahel, dans la région de Nioro du Sahel. 

## Population
En 1998, la commune comptait une population de 15 658 habitants. En 2009, sa population est de 20 186 habitants.

## Villages
La commune s'étend sur 19 localités relevées lors du recensement général de 2009. 
Les villages les plus peuplés sont :
- Simbi (2 784 habitants) ;
- Diabidiala (2 265 habitants) ;
- Guémou Malinké (1 885 habitants).